# Chahal
Chahal est une ville du Guatemala dans le département d'Alta Verapaz.